# Mycetoporus pachyraphis
Mycetoporus pachyraphis är en skalbaggsart som först beskrevs av Pandellé 1869.  Mycetoporus pachyraphis ingår i släktet Mycetoporus, och familjen kortvingar. Arten är reproducerande i Sverige.